# Lo Monestier
Lo Monestier de Gaselha (en francès Le Monastier-sur-Gazeille) és un municipi francès situat al departament de l'Alt Loira i a la regió d'Alvèrnia-Roine-Alps. L'any 2007 tenia 1.738 habitants.

## Demografia

### Població
El 2007 la població de fet de Le Monastier-sur-Gazeille era de 1.738 persones. Hi havia 700 famílies de les quals 252 eren unipersonals (84 homes vivint sols i 168 dones vivint soles), 216 parelles sense fills, 192 parelles amb fills i 40 famílies monoparentals amb fills.
La població ha evolucionat segons el següent gràfic:
Habitants censats

### Habitatges
El 2007 hi havia 1.075 habitatges, 711 eren l'habitatge principal de la família, 227 eren segones residències i 137 estaven desocupats. 842 eren cases i 232 eren apartaments. Dels 711 habitatges principals, 501 estaven ocupats pels seus propietaris, 191 estaven llogats i ocupats pels llogaters i 19 estaven cedits a títol gratuït; 6 tenien una cambra, 55 en tenien dues, 129 en tenien tres, 203 en tenien quatre i 318 en tenien cinc o més. 425 habitatges disposaven pel capbaix d'una plaça de pàrquing. A 295 habitatges hi havia un automòbil i a 278 n'hi havia dos o més.

### Piràmide de població
La piràmide de població per edats i sexe el 2009 era:
| Homes | Edats   | Dones |
| ----- | ------- | ----- |
| 0     | 95 o +  | 8     |
| 16    | 90 a 94 | 20    |
| 24    | 85 a 89 | 44    |
| 8     | 80 a 84 | 28    |
| 56    | 75 a 79 | 84    |
| 52    | 70 a 74 | 32    |
| 56    | 65 a 69 | 56    |
| 52    | 60 a 64 | 52    |
| 36    | 55 a 59 | 36    |
| 68    | 50 a 54 | 52    |
| 68    | 45 a 49 | 60    |
| 60    | 40 a 44 | 52    |
| 56    | 35 a 39 | 68    |
| 68    | 30 a 34 | 36    |
| 40    | 25 a 29 | 60    |
| 40    | 20 a 24 | 16    |
| 44    | 15 a 19 | 36    |
| 52    | 10 a 14 | 36    |
| 32    | 5 a 9   | 36    |
| 0     | 0 a 4   | 48    |

## Economia
El 2007 la població en edat de treballar era de 982 persones, 723 eren actives i 259 eren inactives. De les 723 persones actives 681 estaven ocupades (374 homes i 307 dones) i 42 estaven aturades (20 homes i 22 dones). De les 259 persones inactives 104 estaven jubilades, 63 estaven estudiant i 92 estaven classificades com a «altres inactius».

### Ingressos
El 2009 a Le Monastier-sur-Gazeille hi havia 722 unitats fiscals que integraven 1.590 persones, la mediana anual d'ingressos fiscals per persona era de 15.410 €.

### Activitats econòmiques
Dels 109 establiments que hi havia el 2007, 3 eren d'empreses extractives, 4 d'empreses alimentàries, 3 d'empreses de fabricació de material elèctric, 5 d'empreses de fabricació d'altres productes industrials, 14 d'empreses de construcció, 22 d'empreses de comerç i reparació d'automòbils, 5 d'empreses de transport, 16 d'empreses d'hostatgeria i restauració, 1 d'una empresa d'informació i comunicació, 4 d'empreses financeres, 4 d'empreses immobiliàries, 7 d'empreses de serveis, 15 d'entitats de l'administració pública i 6 d'empreses classificades com a «altres activitats de serveis».
Dels 35 establiments de servei als particulars que hi havia el 2009, 1 era una oficina d'administració d'Hisenda pública, 1 gendarmeria, 1 oficina de correu, 2 oficines bancàries, 4 tallers de reparació d'automòbils i de material agrícola, 1 autoescola, 3 paletes, 2 guixaires pintors, 1 fusteria, 4 lampisteries, 3 electricistes, 4 perruqueries, 1 veterinari, 6 restaurants i 1 agència immobiliària.
Dels 10 establiments comercials que hi havia el 2009, 3 eren botigues de més de 120 m², 3 fleques, 2 carnisseries, 1 un drogueria i 1 una floristeria.
L'any 2000 a Le Monastier-sur-Gazeille hi havia 53 explotacions agrícoles que ocupaven un total de 2.139 hectàrees.

## Equipaments sanitaris i escolars
El 2009 hi havia 1 hospital de tractaments de mitja durada (seguiment i rehabilitació), 1 farmàcia i 1 ambulància.
El 2009 hi havia 1 escola maternal i 2 escoles elementals. Le Monastier-sur-Gazeille disposava de 2 col·legis d'educació secundària amb 255 alumnes.

## Poblacions més properes
El següent diagrama mostra les poblacions més properes.